# Kreisau-Initiative
Die Kreisau-Initiative e.V. (KI) ist eine regierungsunabhängige, gemeinnützige Organisation, die im Sommer 1989 von Ost- und West-Berlinern gegründet wurde, um die Internationale Jugendbegegnungsstätte Kreisau in Kreisau/Krzyżowa (Polen) ideell und materiell zu fördern.

## Ziele und Aufgaben
Mit Jugend- und Begegnungsprojekten in Kreisau, Berlin und anderen Orten ermöglicht der Verein in Kooperation mit der Internationalen Jugendbegegnungsstätte Kreisau grenzüberschreitende Begegnungen von Menschen in Europa. Mit internationalen Partnern entwickelt die KI für unterschiedliche Altersgruppen interdisziplinäre Bildungsveranstaltungen. Als regierungsunabhängige Organisation unterstützt die KI die polnische Stiftung Kreisau durch Öffentlichkeits- und Netzwerkarbeit sowie durch Beratung und Spendensammlungen. Von besonderer Bedeutung ist dabei die Geschäftsstelle, die im Jahr 2002 ihre Arbeit aufgenommen hat.

## Leitbild
Die KI setzt sich für das Zusammenwachsen Europas und für das Neue Kreisau ein. Auf Grundlage des Gedankengutes des Kreisauer Kreises und der ostmitteleuropäischen Oppositionsbewegungen bringt die KI Menschen unterschiedlicher Herkunft in einem Dialog des aktiven Erinnerns, gegenseitigen Wahrnehmens und konstruktiven Gestaltens zusammen.
Die KI fühlt sich hierbei folgenden Grundwerten verpflichtet:
- Europäische Verständigung durch die aktive Auseinandersetzung mit der Geschichte von Widerstand und Opposition im 20. Jahrhundert
- Individuelles Verantwortungsbewusstsein als Voraussetzung für eine demokratische, europäische Bürgergesellschaft
- Ethische Orientierung an den universellen Menschenrechten
- Einbeziehung und Teilhabe von Menschen unterschiedlicher sozialer, nationaler und ethnischer Zugehörigkeit, aller Altersgruppen, beider Geschlechter, politischer Überzeugungen, sexueller Orientierung und mit unterschiedlichen Einschränkungen

Der pädagogischer Ansatz der KI zeichnet sich in allen Bildungs- und Begegnungsprojekten durch Lebensweltbezug, Handlungsorientierung, Ermöglichung von Erfahrungslernen sowie das Aufgreifen wichtiger politischer und gesellschaftlicher Fragen unserer Zeit aus.

## Auszeichnungen
- Preisträger im Wettbewerb "25 Jahre Mauerfall – Geschichte erinnern" (2014)[1]
- EUROPEANS FOR PEACE (2010)
- Aktiv für Demokratie und Toleranz (2009–2010)
- Ort im Land der Ideen (2010)
- Bürgerpreis zur Deutschen Einheit (2008)
- Marion Dönhoff Preis (2007)
- Junge Wege in Europa (2007)
- JugendMitVerantwortung (2007)
- Anerkennungspreis „Jugend und Zukunft“ (2006)
- Bündnis für Demokratie und Toleranz (2006)
- Theodor-Heuss-Medaille (1993)